# Красненькое (Николаевская область)
Красненькое (укр. Красненьке) — село в Кривоозерском районе Николаевской области Украины.
Население по переписи 2001 года составляло 1002 человек. Почтовый индекс — 55121. Телефонный код — 5133. Занимает площадь 3,707 км².

## Местный совет
55121, Николаевская обл., Кривоозерский р-н, с. Красненькое, ул. Центральная, 31а; тел. 9-46-17.